# Walenty Korycki
Walenty Korycki (ur. 14 lutego 1963 w Bielsku Podlaskim lub Proniewiczach) – polski samorządowiec, zootechnik i urzędnik, w latach 2011–2014 wicemarszałek województwa podlaskiego, od 2024 wójt gminy Bielsk Podlaski.

## Życiorys
Pochodzi z rodziny rolniczej. Absolwent Technikum Rolniczego w Bielsku Podlaskim i studiów zootechnicznych na Akademii Rolniczej w Lublinie. Kształcił się także podyplomowo w zakresie mechanizmów wspólnotowych Unii Europejskiej na Uniwersytecie w Białymstoku.
Po studiach pracował w PSS Społem Masarnia z Rzeźnią w Bielsku Podlaskim, dochodząc do stanowiska kierownika ds. ekspedycji wędlin. Od 1994 pracował w ośrodku doradztwa rolniczego w Białymstoku, następnie od 1998 w ośrodku w Szepietowie. Od 2002 do 2009 zatrudniony jako szef oddziału powiatowego Agencji Restrukturyzacji i Modernizacji Rolnictwa w Bielsku Podlaskim, następnie został dyrektorem Podlaskiego Oddziału Regionalnego ARiMR w Łomży. Później powrócił do kierowania oddziałem powiatowym ARiMR w Bielsku Podlaskim, zrezygnował z funkcji w grudniu 2015. Sprawował funkcję przewodniczącego Rady Powiatowej Izby Rolniczej w Bielsku Podlaskim. Prowadził także własne gospodarstwo i działał jako strażak ochotnik.
Zaangażował się w działalność polityczną w ramach Polskiego Stronnictwa Ludowego. Był m.in. kandydatem na wójta gminy Boćki. W 2010 i 2014 uzyskiwał mandat radnego sejmiku podlaskiego IV i V kadencji. 10 stycznia 2011 powołany na stanowisko wicemarszałka województwa podlaskiego, odpowiedzialnego m.in. za infrastrukturę, ochronę środowiska, a także zarząd nad Wojewódzkimi Ośrodkami Ruchu Drogowego, Podlaskim Zarządem Dróg Wojewódzkich, parkami krajobrazowymi oraz Wojewódzkim Funduszem Ochrony Środowiska i Gospodarki Wodnej. 24 października 2014 pozbawiony nadzoru nad infrastrukturą i ośrodkami ruchu drogowego, po tym jak poprzedniego dnia przyszedł nietrzeźwy do pracy. Formalnie zakończył pełnienie funkcji wraz z końcem kadencji zarządu 8 grudnia 2014.
W wyborach w tym samym roku kandydował na burmistrza Bielska Podlaskiego, zajmując trzecie miejsce z 11,99% poparcia. W październiku 2017 został zatrudniony w urzędzie gminy Boćki jako kierownik referatu oświaty, kultury i spraw społecznych. W styczniu 2018 przeszedł na stanowisko sekretarza gminy, w związku z czym musiał zrezygnować z członkostwa w partii. W 2018 uzyskał mandat w radzie powiatu bielskiego z ramienia lokalnego komitetu. W 2024 roku wybrany wójtem gminy wiejskiej Bielsk Podlaski.